# Coryphaenoides altipinnis
Coryphaenoides altipinnis es una especie de pez de la familia Macrouridae en el orden de los Gadiformes.

## Morfología
• Los machos pueden llegar alcanzar los 47 cm de longitud total.

## Hábitat
Es un pez bentopelágico y marino de aguas  templadas.

## Distribución geográfica
Se encuentra al sur de la bahía de Tokio (Japón ).